# La Villeneuve-sous-Thury
La Villeneuve-sous-Thury is een gemeente in het Franse departement Oise (regio Hauts-de-France) en telt 168 inwoners (2005). De plaats maakt deel uit van het arrondissement Senlis.

## Geografie
De oppervlakte van La Villeneuve-sous-Thury bedraagt 4,3 km², de bevolkingsdichtheid is 39,1 inwoners per km².
De onderstaande kaart toont de ligging van La Villeneuve-sous-Thury met de belangrijkste infrastructuur en aangrenzende gemeenten.

## Demografie
Onderstaande figuur toont het verloop van het inwonertal (bron: INSEE-tellingen).

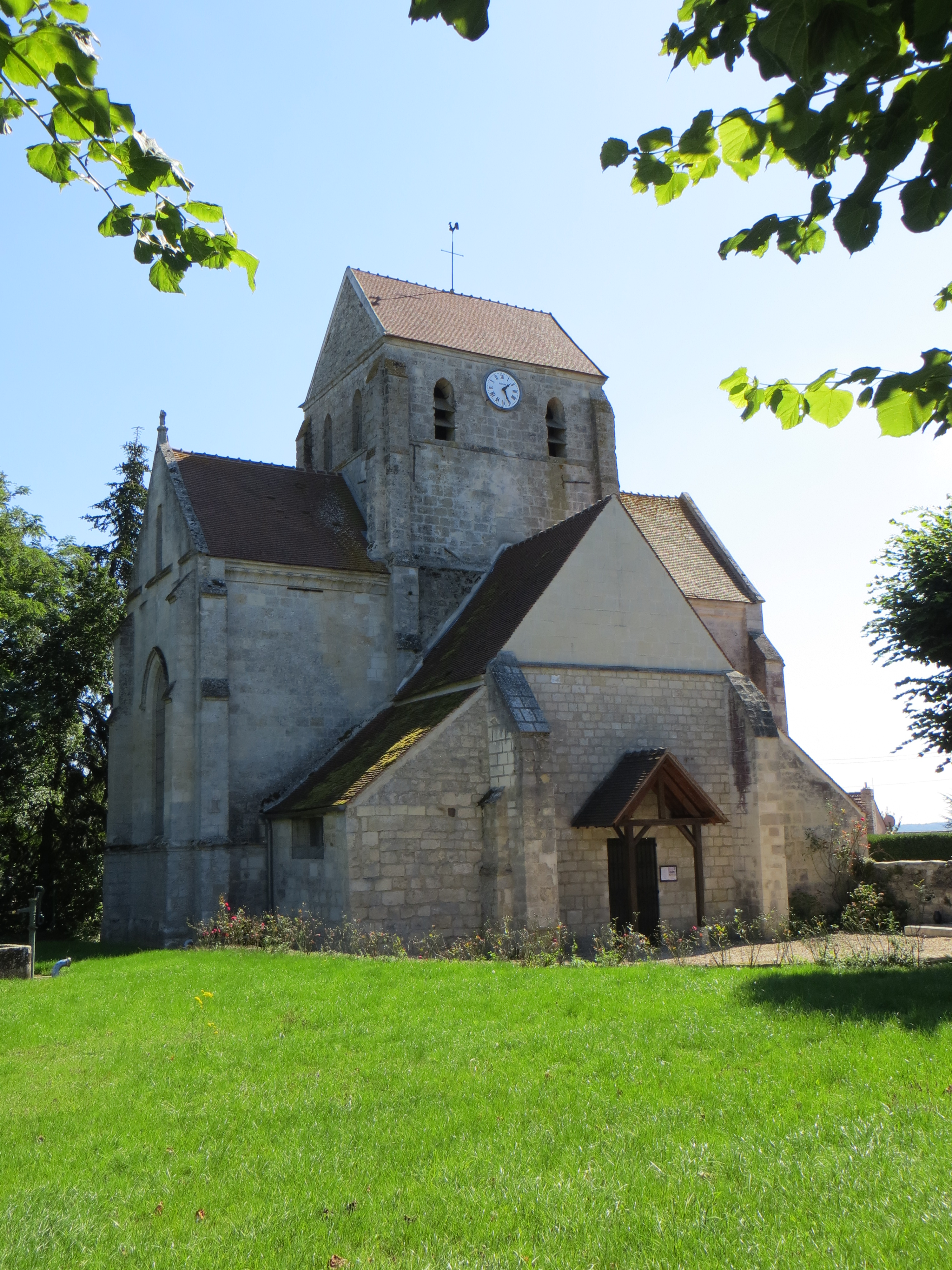
Kerk van La Villeneuve-sous-Thury

1. ↑  Populations de référence 2022.